# Caxambu do Sul
Caxambu do Sul este un oraș în Santa Catarina (SC), Brazilia.